# Tragopogon heterospermus
Tragopogon heterospermus là một loài thực vật có hoa trong họ Cúc. Loài này được Schweigg. miêu tả khoa học đầu tiên năm 1812.